# Bezzia tadsignata
Bezzia tadsignata är en tvåvingeart som beskrevs av Remm 1974. Bezzia tadsignata ingår i släktet Bezzia och familjen svidknott. Inga underarter finns listade i Catalogue of Life.